# كلي كاي ألاسكي
الالسكا كلي كاي هو سلالة من الكلاب من نوع سبيتس، تم تطويره في أواخر القرن العشرين ليكون كلبًا بحجم رفيق يشبه كلاب ملموت ألاسكي وأيضا كلاب هاسكي سيبيري. يتميز هذا النوع من الكلاب بالنشاط والذكاء ومظهر يعكس تراثه الشمالي. يتم تربيتها بثلاثة أحجام، ويتراوح وزنه من 5 إلى 22 رطلاً عند البالغين ويختلف قليلاً بين الكلاب الذكور والإناث.

## الشكل أو المظهر
يشبه هذا الكلب الذئب بسبب امتلاكه أذنين مرتفعتين و عواء هذه النوع من الكلاب يكون طويل قليلا مثل الذئاب ويكون فترة العواء عند اكتمال القمر.
يمتلك هذا الكلب الطاعة العمياء والوفاء للإنسان الذي يعتني به حيث يقوم بحراسة الإنسان ويكون ودود للبشر .

## تهجينه
بدأ تهجين هذه الأنواع من الكلاب في غابات ألالسكا في عام 1975 إلى 1988 حيث بدأت هذه الكلاب بالتأقلم مع البشر .

## معرض الصور

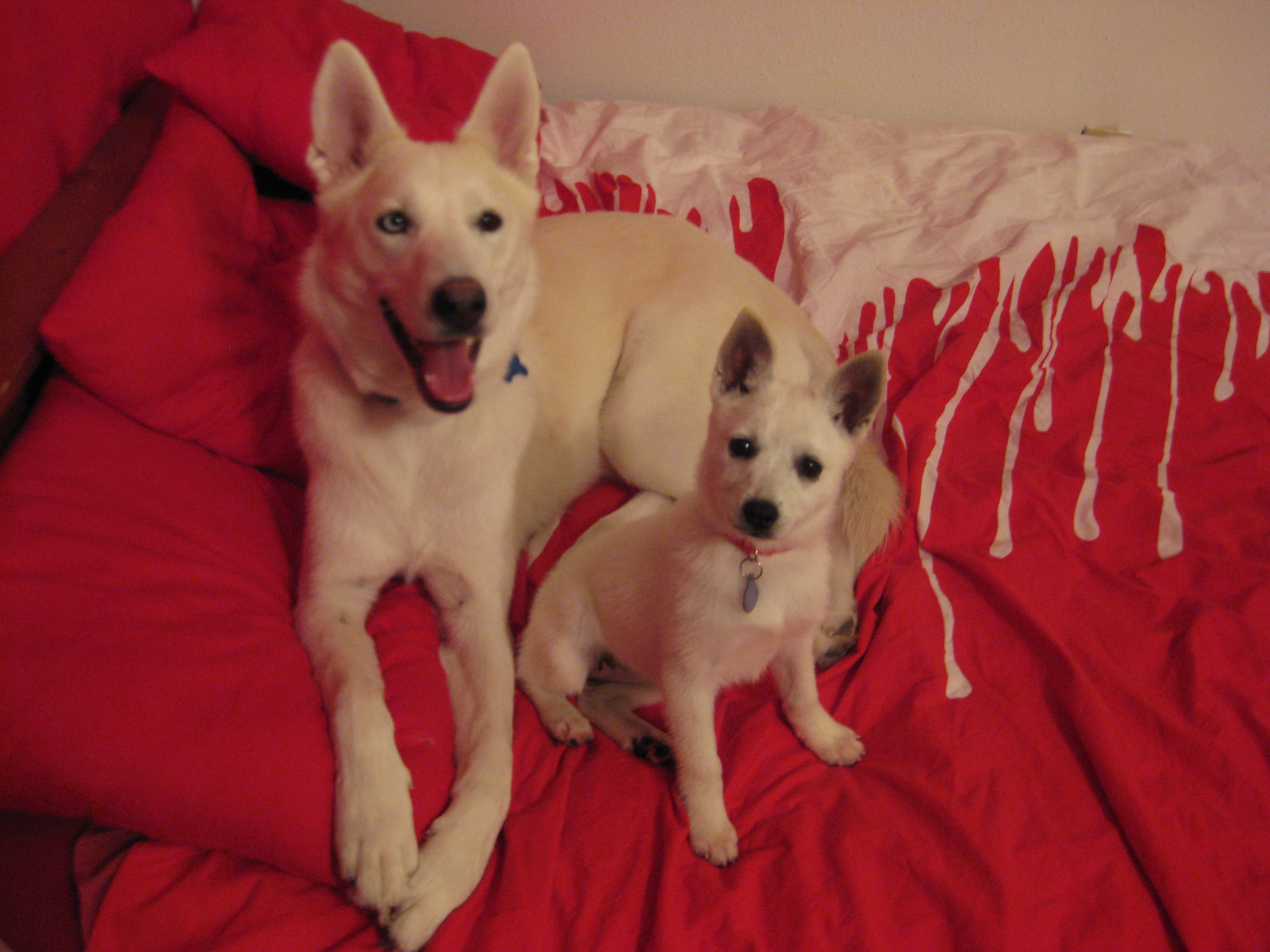
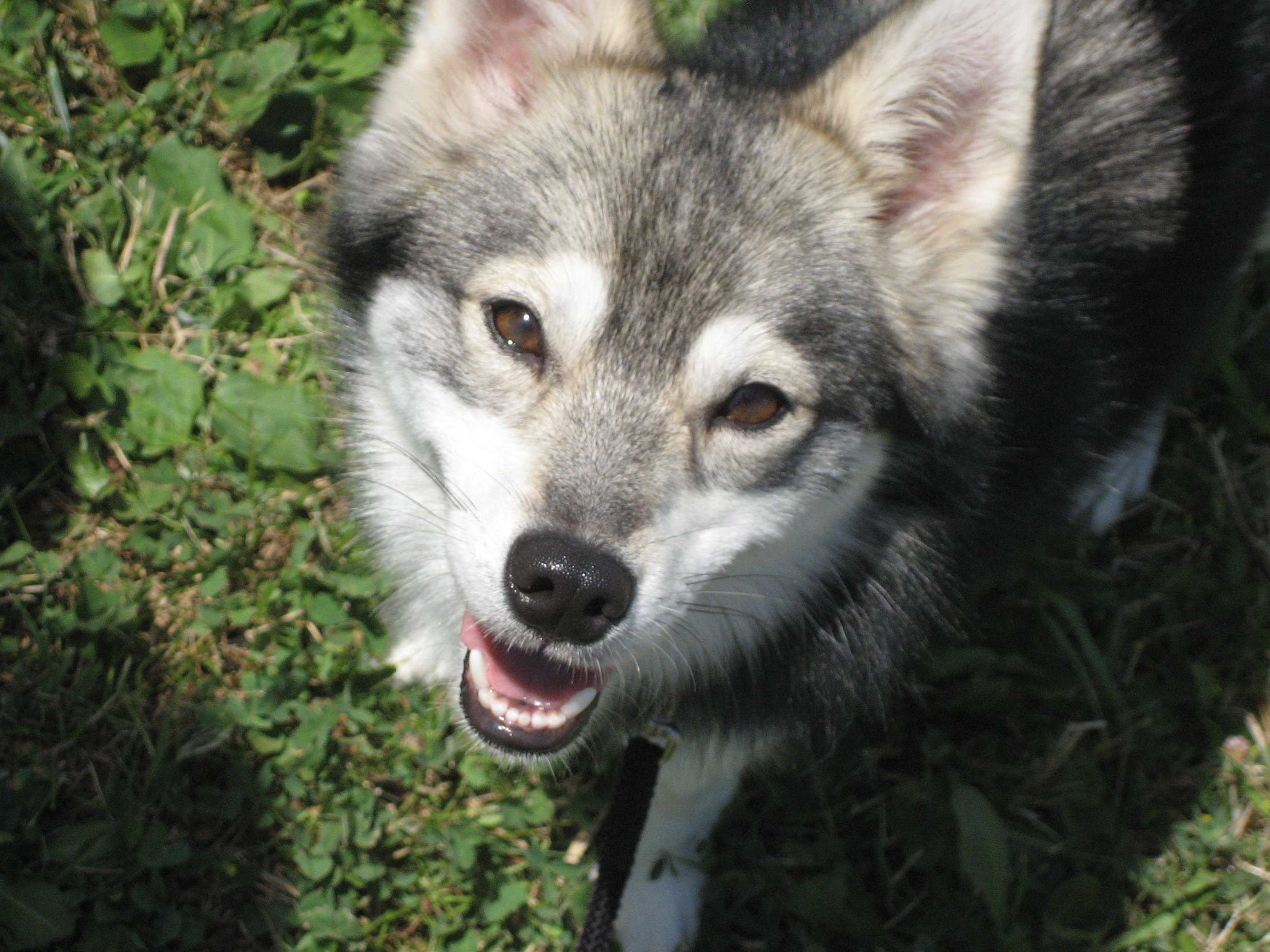
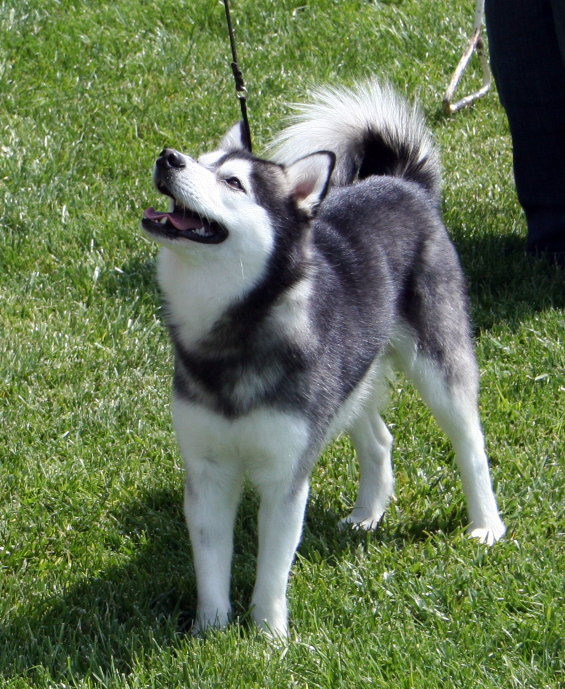
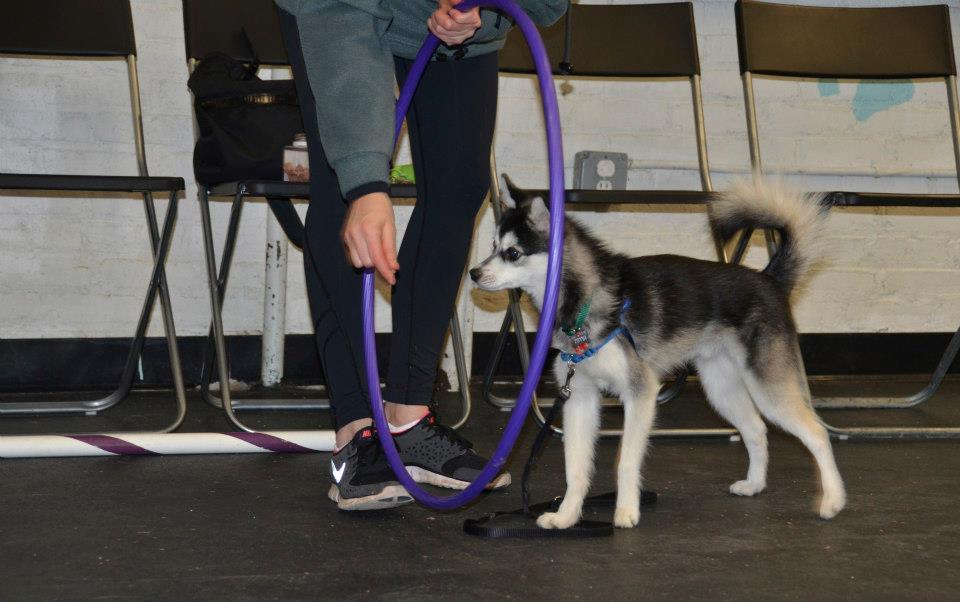